# Marais-Vernier
Marais-Vernier är en kommun i departementet Eure i regionen Normandie i norra Frankrike. Kommunen ligger i kantonen Quillebeuf-sur-Seine som tillhör arrondissementet Bernay. År 2022 hade Marais-Vernier 473 invånare.

## Befolkningsutveckling
Antalet invånare i kommunen Marais-Vernier
Referens:INSEE